# 大瓦爾澤亞 (皮奧伊州)
大瓦爾澤亞（葡萄牙語：Várzea Grande）是巴西的城鎮，位於該國東部，由皮奧伊州負責管轄，面積234平方公里，海拔高度245米，2006年人口4,511，人口密度為每平方公里18.54人。
6°32′42″S 42°14′45″W / 6.54500°S 42.24583°W